# Akademia Sztuk Pięknych w Sarajewie
Akademia Sztuk Pięknych w Sarajewie (bośniacki: Akademija likovnih umjetnosti Sarajevo) – uczelnia założona w 1972 roku.

## Historia
Akademię założyli uczeni, profesorowie i pracownicy kultury. W gronie założycieli znaleźli się: historyk sztuki i pierwszy dziekan Akademii Muhamed Karamehmedović, malarze: Nada Pivac, Mersad Berber, Boro Aleksić, rzeźbiarze: Alija Kučukalić i Zdenko Grgić.

## Budynek
Budynek, w którym mieści się Akademia, został zbudowany w latach 1898–1899 jako kościół ewangelicki (Bośniacka evangelistička crkva) na południowym brzegu rzeki Miljacka po zajęciu Bośni i Hercegowiny przez Austro-Węgry w 1878 roku. Budynek przeznaczono dla kościoła ewangelickiego, który został założony w Sarajewie dopiero w 1893 roku. Projekt przygotował czeski architekt Karel Paržik. Najpierw wybudowano część centralną z ośmioboczna kopułą w stylu romańsko-bizantyjskim, a w 1911 dobudowano skrzydła. Po I wojnie światowej, gdy Austro-Węgry opuściły Bośnię i Hercegowinę, liczba ewangelików spadała. Kościół stał pusty i niszczał. W latach 70. XX wieku Vlado Nagel przekazał budynek miastu. Odrestaurowano go w 1981 roku i przekazano Akademii Sztuk Pięknych, która nie miała wówczas własnego budynku. W 2012 roku przed budynkiem Akademii na rzece Milijacka zbudowano kładkę pieszą Festina Lente według projektu studentów uczelni.

## Organizacja
Uczelnia ma 6 wydziałów: nastavnički (dydaktyczny), slikarstvo (malarski), kiparstvo (rzeźby), grafika (grafiki), grafički dizajn (projektowanie graficzne), produkt dizajn (wzornictwo przemysłowe). Od 2006 roku studia odbywają się w systemie bolońskim. Studia licencjackie trwają 4 lata i 1 rok studia magisterskie.